# Brie (Somme)
Brie és un municipi francès situat al departament del Somme i a la regió dels Alts de França. L'any 2007 tenia 325 habitants.

## Demografia

### Població

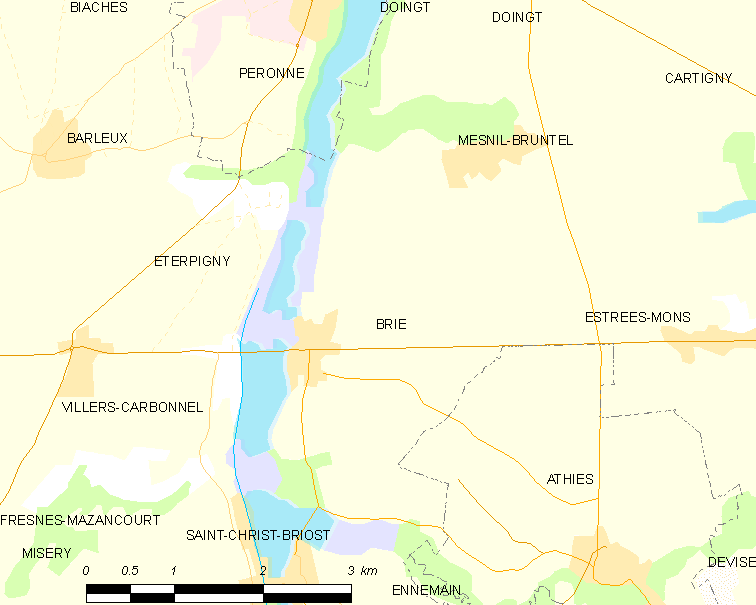

El 2007 la població de fet de Brie era de 325 persones. Hi havia 132 famílies de les quals 32 eren unipersonals (20 homes vivint sols i 12 dones vivint soles), 44 parelles sense fills, 52 parelles amb fills i 4 famílies monoparentals amb fills.
La població ha evolucionat segons el següent gràfic:
Habitants censats

### Habitatges

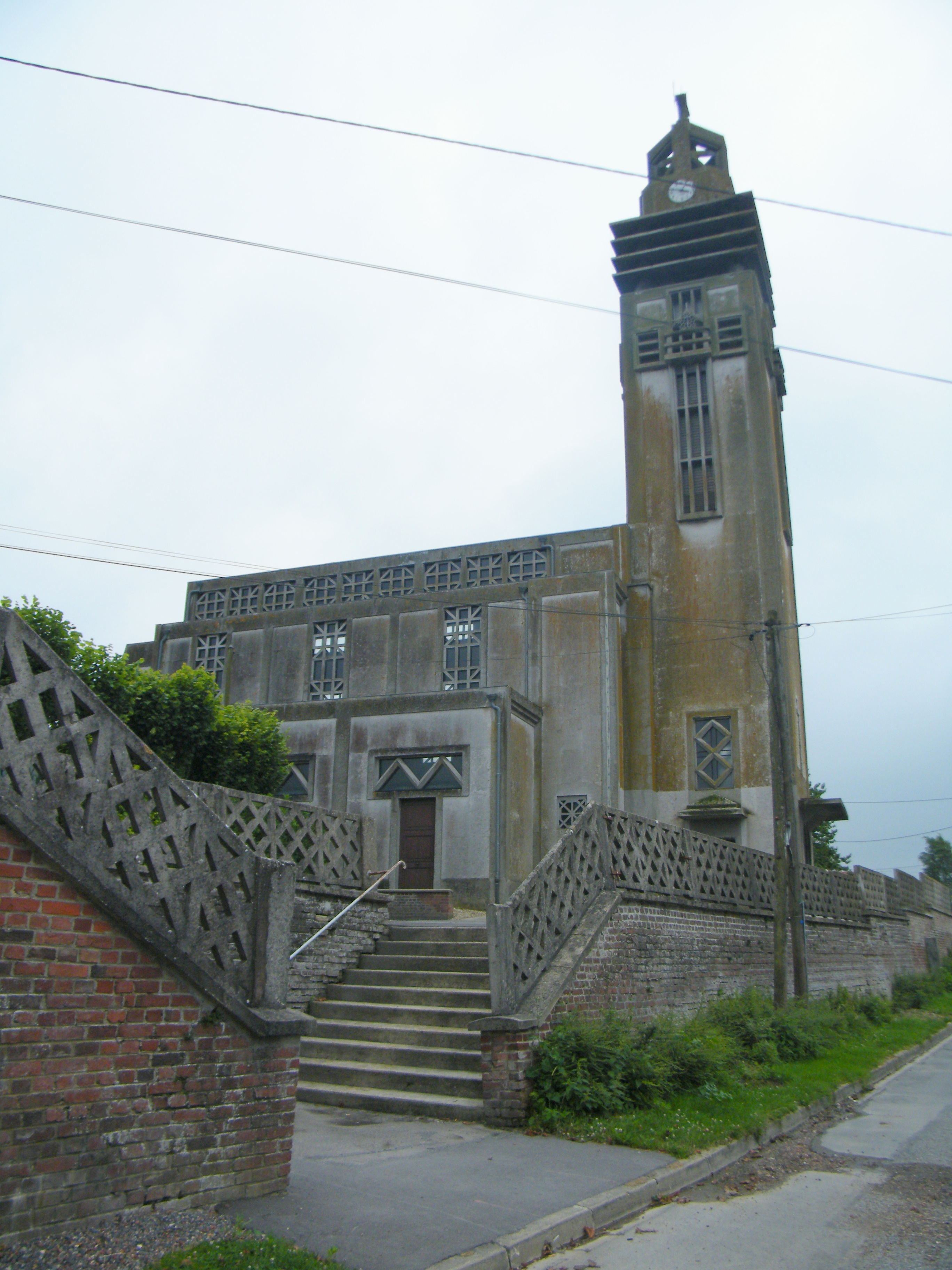

El 2007 hi havia 149 habitatges, 131 eren l'habitatge principal de la família, 11 eren segones residències i 7 estaven desocupats. 146 eren cases i 3 eren apartaments. Dels 131 habitatges principals, 102 estaven ocupats pels seus propietaris, 24 estaven llogats i ocupats pels llogaters i 5 estaven cedits a títol gratuït; 11 tenien dues cambres, 27 en tenien tres, 29 en tenien quatre i 64 en tenien cinc o més. 98 habitatges disposaven pel capbaix d'una plaça de pàrquing. A 52 habitatges hi havia un automòbil i a 65 n'hi havia dos o més.

### Piràmide de població

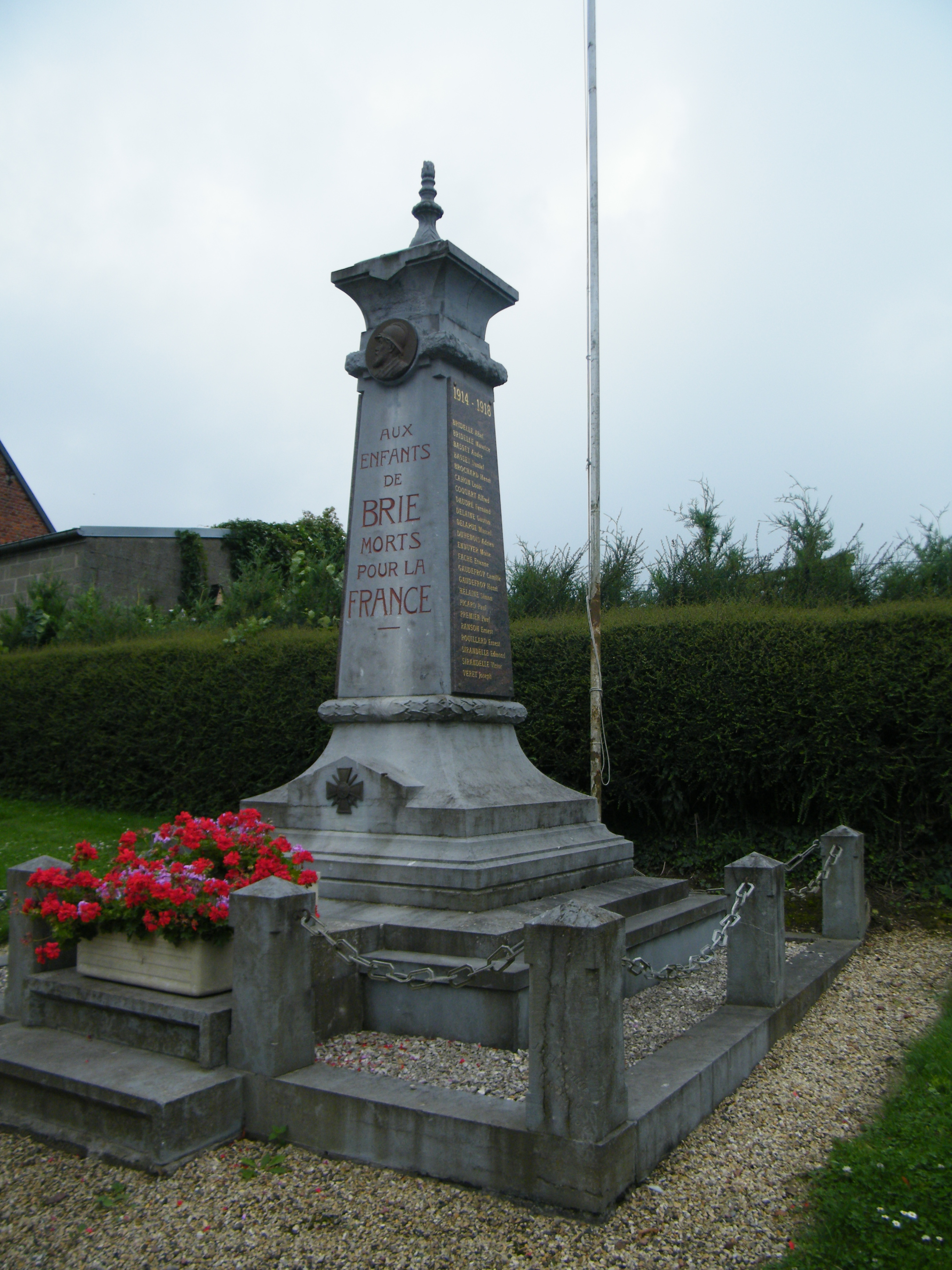

La piràmide de població per edats i sexe el 2009 era:
| Homes | Edats   | Dones |
| ----- | ------- | ----- |
| 0     | 95 o +  | 0     |
| 0     | 90 a 94 | 0     |
| 0     | 85 a 89 | 0     |
| 0     | 80 a 84 | 0     |
| 8     | 75 a 79 | 20    |
| 8     | 70 a 74 | 12    |
| 4     | 65 a 69 | 4     |
| 8     | 60 a 64 | 8     |
| 0     | 55 a 59 | 0     |
| 28    | 50 a 54 | 32    |
| 4     | 45 a 49 | 8     |
| 12    | 40 a 44 | 0     |
| 16    | 35 a 39 | 16    |
| 12    | 30 a 34 | 12    |
| 12    | 25 a 29 | 4     |
| 24    | 20 a 24 | 8     |
| 0     | 15 a 19 | 12    |
| 4     | 10 a 14 | 12    |
| 8     | 5 a 9   | 16    |
| 8     | 0 a 4   | 4     |

## Economia

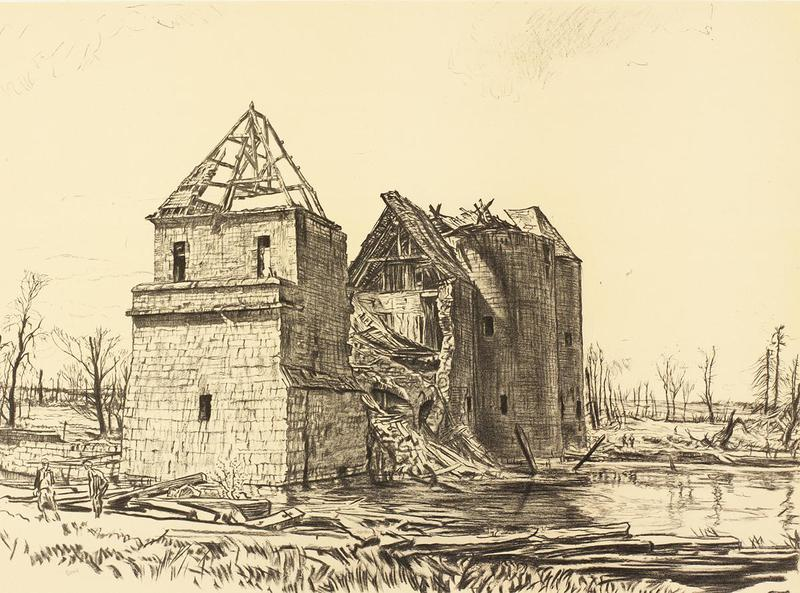
dibuixos de la Primera Guerra Mundial

El 2007 la població en edat de treballar era de 224 persones, 163 eren actives i 61 eren inactives. De les 163 persones actives 151 estaven ocupades (80 homes i 71 dones) i 12 estaven aturades (5 homes i 7 dones). De les 61 persones inactives 19 estaven jubilades, 23 estaven estudiant i 19 estaven classificades com a «altres inactius».

### Ingressos

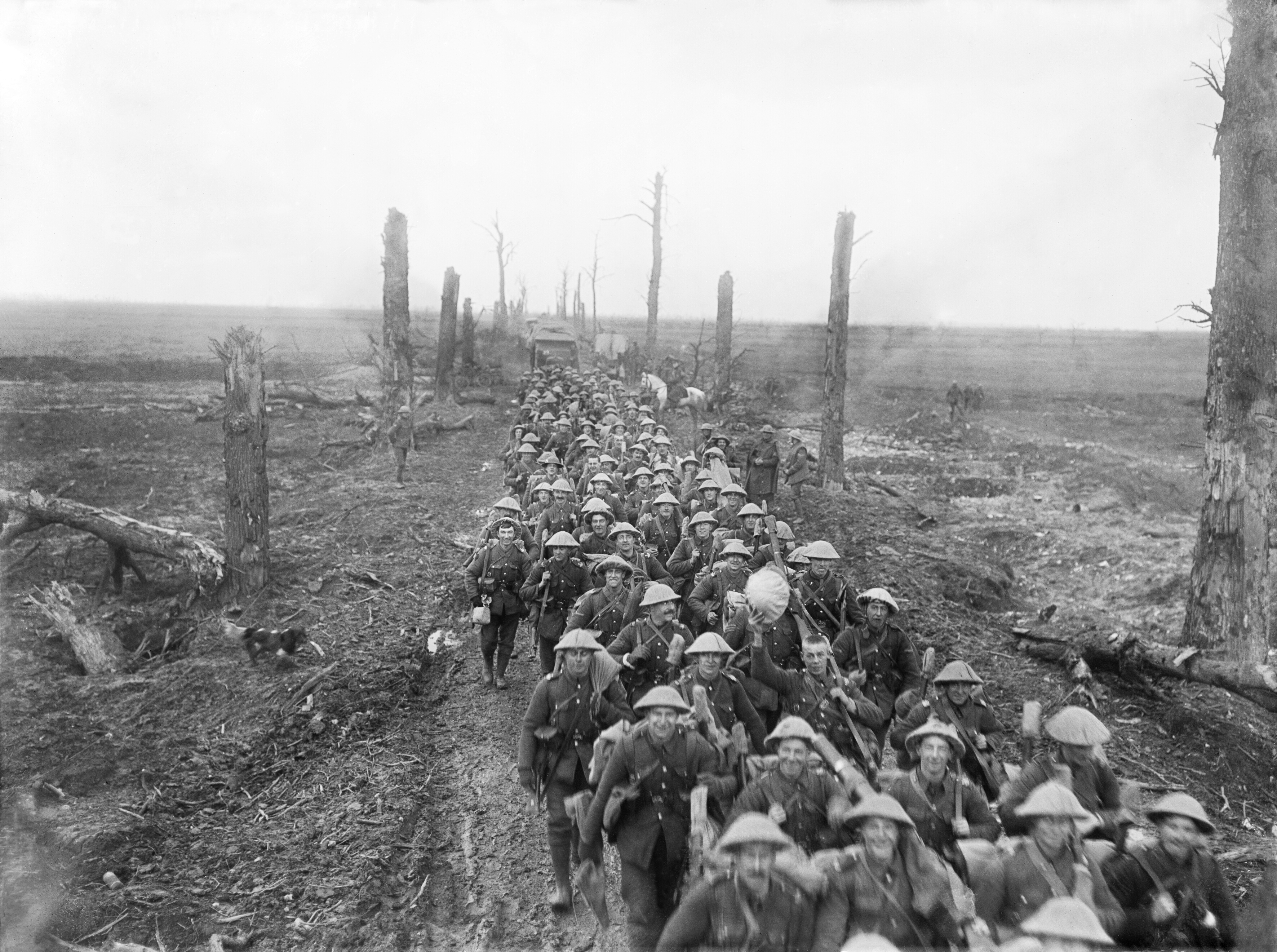

El 2009 a Brie hi havia 136 unitats fiscals que integraven 340 persones, la mediana anual d'ingressos fiscals per persona era de 18.007 €.

### Activitats econòmiques
Dels 16 establiments que hi havia el 2007, 2 eren d'empreses extractives, 1 d'una empresa alimentària, 1 d'una empresa de fabricació d'altres productes industrials, 1 d'una empresa de construcció, 2 d'empreses de comerç i reparació d'automòbils, 4 d'empreses de transport, 1 d'una empresa d'hostatgeria i restauració, 1 d'una empresa immobiliària, 2 d'empreses de serveis i 1 d'una empresa classificada com a «altres activitats de serveis».
Dels 2 establiments comercials que hi havia el 2009, 1 era una botiga de menys de 120 m² i 1 una fleca.
L'any 2000 a Brie hi havia 5 explotacions agrícoles.

## Equipaments sanitaris i escolars
El 2009 hi havia una escola elemental integrada dins d'un grup escolar amb les comunes properes formant una escola dispersa.

## Poblacions més properes

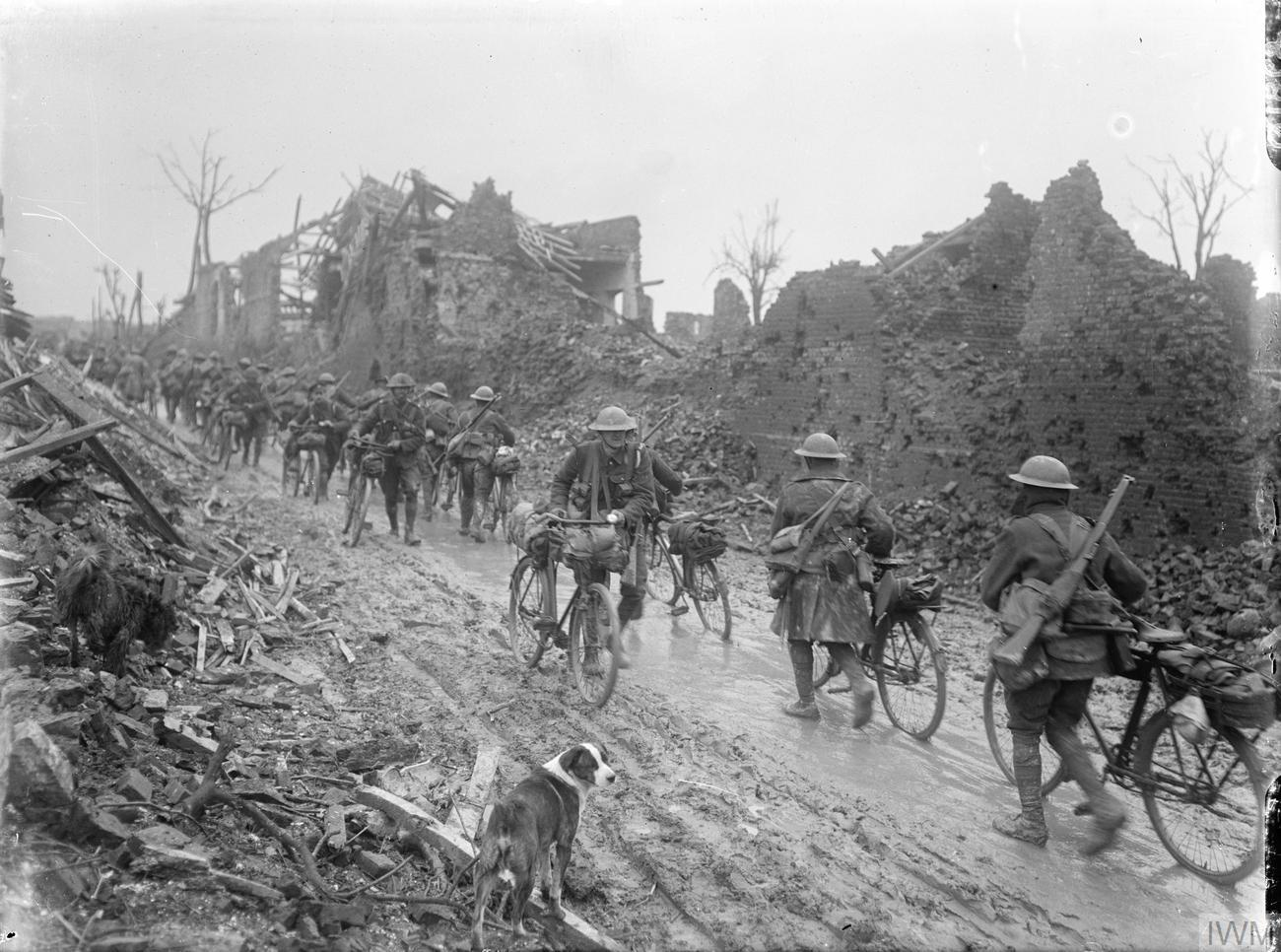

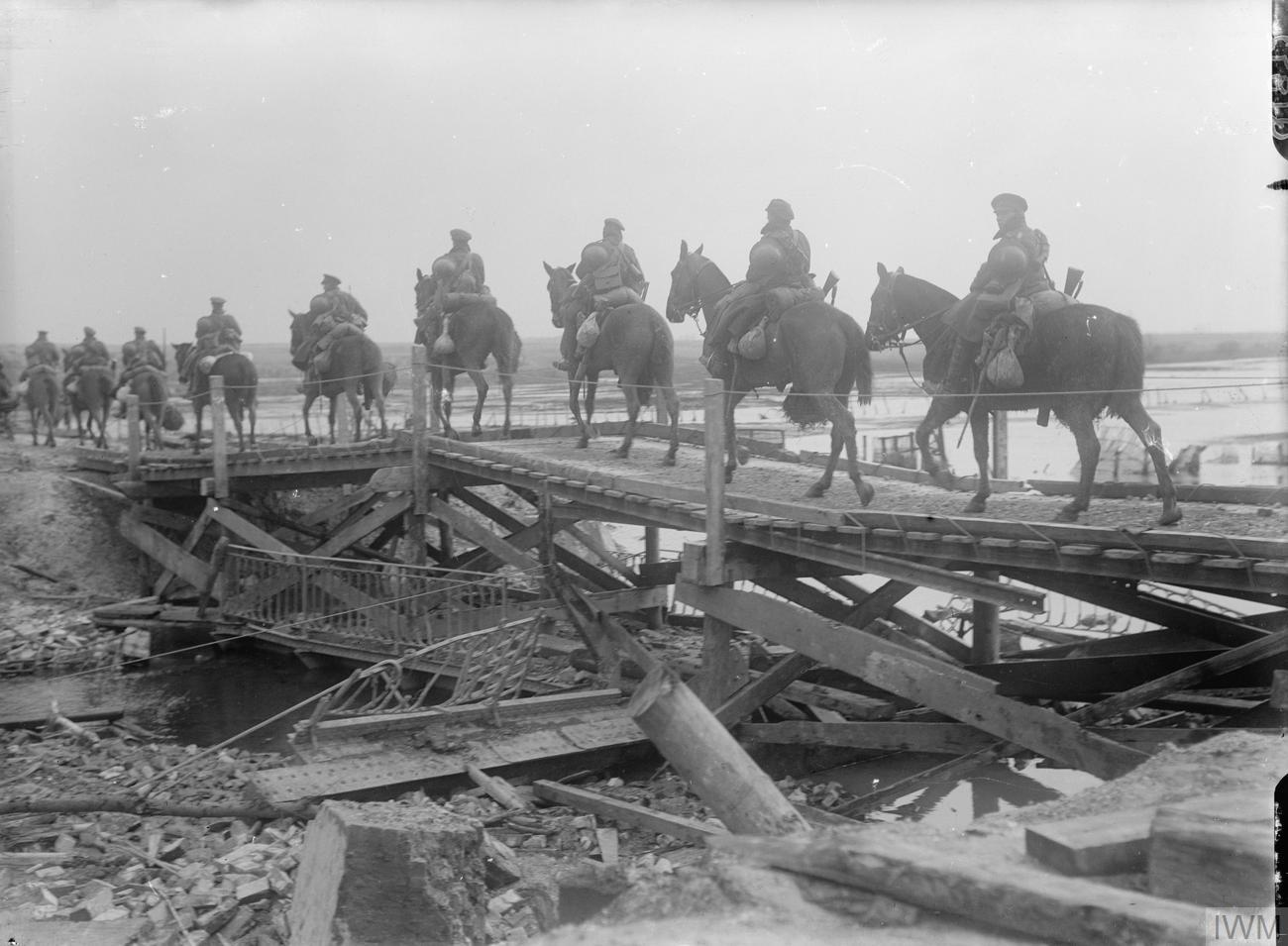

El següent diagrama mostra les poblacions més properes.